# Prisăcani
Prisăcani je obec v župě Iași v Rumunsku. Žije zde přibližně 3 600 obyvatel. Součástí obce jsou i dvě okolní vesnice. Leží u hranic Rumunska s Moldavskem, které tvoří řeka Prut.

## Části obce
- Prisăcani – 1 463 obyvatel
- Măcărești – 1 357 obyvatel
- Moreni – 818 obyvatel